# Socket S1
Socket S1 — низкопрофильный разъём, предназначенный для мобильных процессоров фирмы AMD: Mobile Athlon 64, Turion 64, а также поздних процессоров семейства Sempron. Данный разъём дебютировал 17 мая 2006 года с двухъядерными процессорами Turion 64 X2. Socket S1 имеет 638 контактов и заменяет существующий Socket 754 для ноутбуков. Ожидалось, что на базе Socket S1 также появятся материнские платы для десктопов, так же, как это было с Socket 479 для Pentium M.
Socket S1 включает поддержку для двухканальной памяти DDR2 SDRAM и DDR3 SDRAM, мобильных двухъядерных процессоров и технологию виртуализации, что позволяет ему соперничать с серией мобильных процессоров Intel Core 2.
Socket S1 является частью предыдущего поколения разъёмов. Актуальный разъём процессоров AMD для ноутбуков — Socket FS1, вместе с Socket F+ (позиционирующегося для серверов) и Socket AM3+ и Socket AM2 (для десктопов).
Существует 4 не совместимых между собой разновидности разъёма:
- S1g1

Особенности:
двухканальный контроллер DDR2 SDRAM (до 800МГц)
HyperTransport 1.0
семейство K8
Процессоры:
Sempron (2100+, 3200+, 3400+, 3500+, 3600+, 3700+, 3800+, 4000+);
Athlon 64 (2100+, L110, TF-20, TF-36, TF-38);
Athlon 64 X2 (3000+, L310, TK-42, TK-53, TK-55, TK-57);
Turion 64 (MK-36, MK-38);
Turion 64 X2 (L510, TL-50, TL-52, TL-56, TL-58, TL-60, TL-62, TL-64, TL-66, TL-68)
- S1g2

Особенности:
двухканальный контроллер DDR2 SDRAM (до 800МГц)
HyperTransport 3.0
семейство K8
Процессоры:
Sempron (NI-52, SI-40, SI-42);
Athlon 64 (QI-46);
Athlon 64 X2 (QL-60, QL-62, QL-64, QL-65, QL-66, QL-67);
Turion 64 X2 (RM-70, RM-72, RM-74, RM-75, RM-76, RM-77);
Turion X2 Ultra (ZM-80, ZM-82, ZM-84, ZM-85, ZM-86, ZM-87, ZM-88)
- S1g3

Особенности:
двухканальный контроллер DDR2 SDRAM (до 800МГц)
HyperTransport 3.0
семейство K10.5
Процессоры:
Sempron (M100, M120, M140);
Athlon II Dual-Core (M300, M320, M340, M360);
Turion II Dual-Core (M500, M520, M540, M560);
Turion II Ultra Dual-Core (M600, M620, M640, M660)
Инженерные образцы:
Athlon II Dual-Core (ZM200120O2218);
Turion II Dual-Core (ZM202120Q2217, ZM220120O2218);
Turion II Ultra Dual-Core (ZM244120O2318, ZM250120O2318)
- S1g4

Особенности:
двухканальный контроллер DDR3 (до 1333МГц)
HyperTransport 3.0
семейство K10.5
Процессоры:
Sempron (N120);
V-series (V120, V140, V160);
Athlon II Dual-Core (N330, N350, N370, P320, P340, P360);
Turion II Dual-Core (N530, N550, N570, P520, P540, P560);
Phenom II Dual-Core (N620, N640, N650, N660, P650, X620 Black Edition, X640 Black Edition);
Phenom II Triple-Core (N830, N850, N870, P820, P840, P860);
Phenom II Quad-Core (N930, N950, N970, P920, P940, P960, X920 Black Edition, X940 Black Edition)
Инженерные образцы:
V-series (ZM203127R1223);
Athlon II Dual-Core (ZM180127R2223, ZM200127R2223, ZM224825R2223);
Turion II Dual-Core (ZM211127R2323, ZM221127R2323, ZM251125R2323, ZM271125R2323);
Phenom II Quad-Core (ZM205825R4228)

## Спецификация
Спецификация Socket S1 описывается документом «Low-Profile Socket S1 Design Specification» (также известный как «AMD document number 31839»), находящийся в свободном доступе.